# Протичанська скеля
Протича́нська ске́ля — геологічна пам'ятка природи місцевого значення в Україні. Розташована на південний схід від села Мигія Первомайського району Миколаївської області, на лівому березі річки Південний Буг, в урочищі Протична. 
Площа пам'ятки природи 0,03 га. Статус присвоєно згідно з рішенням облради № 448 від 23.10.1984 року. Перебуває у віданні ДП «Врадіївське лісове господарство». 
Уся скеля являє собою кам'яний хребет завдовжки бл. 100 м і заввишки до 40 м, що тягнеться від річки до шосе. Вважається козацькою святинею. Навпроти розташований найбільший річковий поріг «Запорізький», а неподалік — Радонове озеро. Зі скелі відкривається чудовий панорамний вид на природний парк «Бузький Гард». Скеля приваблює альпіністів та скелелазів, адже є чудовим місцем, щоб випробувати свої здібності та відчути справжній екстрім від підйому. 
14 липня 2017 року в національному природному парку «Бузький Гард» відбулось урочисте відкриття кемпінгового комплексу «Протичанська скеля» . Цей об’єкт вдалось створити завдяки представникам влади Миколаївщини, небайдужим людям, меценатам, волонтерам, які все більше приділяють увагу розвитку туризму та оздоровчому відпочинку. 
Геологічна пам'ятка природи «Протичанська скеля» входить до складу регіонального ландшафтного парку «Гранітно-степове Побужжя».